# Хряков, Александр Витальевич
Алекса́ндр Вита́льевич Хря́ков (укр. Олександр Віталійович Хряков; род. 6 ноября 1958, Донецк, УССР, СССР) — украинский общественный деятель, правозащитник, государственный деятель подконтрольной России Донецкой Народной Республики. Председатель ОО «Комитет избирателей Донбасса». Министр информации и массовых коммуникаций Донецкой Народной Республики (с 16 мая по 7 июня 2014 года), сопредседатель временного правительства Донецкой Народной Республики — Глава пресс-службы ДНР (с 7 апреля по 16 мая 2014 года). До этого — Председатель Донецкого областного Союза предпринимателей малого и среднего бизнеса и ремесленников, уполномоченный по вопросам защиты прав предпринимателей Государственного комитета Украины по вопросам регуляторной политики и предпринимательства в Донецке и Донецкой области.
Заслуженный работник промышленности Украины.
Из-за поддержки российско-украинской войны — под санкциями 27 стран ЕС, Великобритании, США, Канады, Швейцарии, Австралии, Японии, Украины, Новой Зеландии.

## Биография
Родился 6 ноября 1958 года в Донецке в семье военнослужащего.
Обучался в школе № 78 г. Донецка.
Долгое время работал на шахте.

## Общественная и политическая деятельность
С начала 2000-х годов уполномоченный по вопросам защиты прав предпринимателей Государственного комитета Украины по вопросам регуляторной политики и предпринимательства в Донецке и Донецкой области.
С 2004 года Председатель Донецкого областного Союза предпринимателей малого и среднего бизнеса и ремесленников. В том же году организовал и возглавил Общественное движение «За Украину без Ющенко»
С 2005 г. Председатель молодёжной организации «Союз молодёжи Донбасса». Был членом Христианско-народного союза (ХНС). Руководитель общественной организации «Комитет избирателей Донбасса».
С февраля 2014 года становится активным участником Антимайдана, а затем «Русской весны».
С образованием временного правительства ДНР становиться его сопредседателем и возглавляет пресс-службу ДНР.
С 16 мая по 7 июня 2014 года занимал должность министра информации и массовых коммуникаций. Затем был отозван из правительства на работу в Верховный Совет ДНР. 2 ноября переизбран депутатом Народного совета 2 созыва. Председатель Комитета по внешней политике и международным связям парламента ДНР.

## Уголовное преследование
25 августа 2005 года во время проведения акции «Украина без Ющенко» в центре Донецка, участники перекрыли движение транспорта. Для разблокирования проезжей части прибыли сотрудники милиции. В ходе конфликта Хряков А. В. причинил телесные повреждения двум сотрудникам милиции. По данному факту было возбуждено уголовное дело по статье 354 ч. 2. «Угроза или насилие в отношении работника правоохранительного органа».

## Международные санкции
Из-за поддержки российской агрессии и нарушения территориальной целостности Украины во время российско-украинской войны находится под персональными международными санкциями разных стран. С 12 марта 2022 года находится под санкциями всех стран Европейского союза. С 16 сентября 2022 года находится под санкциями Великобритании. С 19 декабря 2014 года находится под санкциями Соединённых Штатов Америки. С 24 июля 2014 года находится под санкциями Канады. С 16 марта 2022 года находится под санкциями Швейцарии. С 1 октября 2020 года находится под санкциями Австралии. С 5 августа 2014 года находится под санкциями Японии.
Указом президента Украины Владимира Зеленского от 24 июня 2021 находится под санкциями Украины. С 3 мая 2022 года находится под санкциями Новой Зеландии.

## Официальные странички в социальных сетях
- Персональная страничка Александра Хрякова на сайте ВКонтакте
- Персональная страничка Александра Хрякова на сайте Мой мир@Mail.Ru